# Верес, Василий Фёдорович
Василий Фёдорович Верес (13 января 1930, село Турады, Польша, теперь Стрыйского района Львовской области — 11 июля 1989, Ивано-Франковск) — украинский советский деятель, генеральный директор «Прикарпатлес». Депутат Верховного Совета УССР 11-го созыва. Кандидат экономических наук (1988).

## Биография
В 1953 году окончил Львовский лесотехнический институт.
В 1953—1964 г. — инженер, начальник производственно-технического отдела, главный инженер Выготского лесокомбината Ивано-Франковской области.
В 1961 году вступил в КПСС.
В 1964—1968 г. — директор Коломыйского, Болеховского лесокомбинатов Ивано-Франковской области.
В 1968—1975 г. — главный инженер комбината «Прикарпатлес».
В 197 — июле 1989 г. — генеральный директор производственного лесозаготовительного объединения «Прикарпатлес» имени 60-летия Советской Украины в Ивано-Франковской области.

## Награды
- Герой Социалистического Труда (1981)
- орден Ленина (1981)
- ордена
- медали
- лауреат Государственной премии Украинской ССР